# Bomolocha rhombalis
Bomolocha rhombalis là một loài bướm đêm trong họ Noctuidae.